# トロット
トロット（韓: 트로트、트롯）は、大韓民国の音楽のジャンル。日本統治時代に入ってきた日本の演歌から派生したものであり、日本では韓国演歌とも呼ばれる。そのため、同国でトロットは「演歌・歌謡曲」の音楽ジャンルに括られ、トロットが日本語化した上で同国で発売・配信される際にも同様のジャンルとしての扱いを受けている。韓国ではかつて、倭色との批判や発禁処分がされていた。「成人歌謡（韓: 성인가요）」「伝統歌謡（韓: 전통가요）」「ポンチャック（韓: 뽕짝）」とも呼ばれる。

## 特徴
「トロット」の語源は、社交ダンスのフォックストロット（英: foxtrot）だが、2拍子という点を除いて、両者に関連性はないと指摘される。
朝鮮日報によると、2000年代以降は日本の演歌要素を減らして、新たなリズムを取り入れて歌われたものが登場し、「ネオ・トロット」または「セミ・トロット」と言われている。その後は日本の演歌のように感情を抑えた優しいメロディ・唱法は受けず、強く押しつけるようなものが受け入れられている。ヨナ抜き音階など、音楽的にかなりの共通点を持っていた演歌とトロットは、この頃になると異なる特徴を持つようになり、「トロット」を「倭色歌謡」とみなす風潮は薄れていったとされる。

## 歴史
社会学者の小林孝行は、トロットの形成期を日本統治時代の1930年代と指摘している。この頃、日本で作られた大衆音楽が朝鮮半島に翻案されて伝えられ、大衆音楽の形成に大きな影響を与えたという。ただし、この時点では「トロット」というジャンル名は存在せず、「流行歌」や「歌謡曲」と呼ばれていた。トロットというジャンル名が成立するのは、60-70年代としている（日本の演歌も同様で、形成期は20-30年代まで遡るが、ジャンル名が成立するのは60-70年代とされる）。
韓国ではエンカの始祖として扱われる古賀政男が幼い頃から仁川、京城に住み、6/8拍子リズムや特有のメロディラインなど「韓国民謡」の要素を日本のエンカに導入したという言葉がある。これは韓国だけで主張するのではなく、2010年日本エンカ歌謡協会理事長も韓国メディアとのインタビューで言及したことがある。そのため、そのエンカに影響を受けたトロットも結論的には日韓の影響をすべて受けたという式の主張で歪色論議を回避する場合もある。もちろんこれが言い訳に過ぎないという主張など、韓国でも様々な主張が相存する。ただし、トロットに対する関心自体が老年層中心であり、青年層では関心自体が大きくないため、言及頻度自体が落ちる側面はある。

### 米軍政期・李承晩時代
日本による統治からの解放以降、「日帝残滓清算」という風潮の中で、それまでの大衆歌謡は「倭色歌謡」として批判の対象とされた。大韓民国が樹立し、李承晩政権が誕生した翌年の1949年には、倭色歌謡と低俗歌謡を退治し、愛国精神を鼓舞する歌を普及させる目的で「国民歌謡普及運動」が展開され、1953年には遊興施設における日本のレコードの使用が禁止された。さらに、1956年には文教部と国民皆唱運動推進会の共催で「倭色風歌曲排撃、啓蒙講演会」が開催された。
また、1950年6月25日の北朝鮮、朝鮮民主主義人民共和国の南侵によって勃発した朝鮮戦争により、国土は壊滅的な打撃を受けた。朝鮮戦争中は軍歌が流行したが、1953年7月27日の朝鮮戦争休戦協定署名後には北朝鮮へ渡った作曲家・作詞家などに対して「越北作家」のレッテルが貼られ、彼らの作による『断髪令』・『有情千里』など多くの歌が発禁処分となった。これは1988年まで続き、著名曲でありながら公の場では歌えない歌謡曲が多く存在することとなった。
こうした中でも、アメリカ軍政期の1947年にデビューし、「新羅의 달밤」（新羅の月夜）を大ヒットさせた玄仁（ヒョン・イン / 현인）が活発に音楽活動をしたほか、1954年には、イ・ヘヨン（李海燕 / 이해연）が「断腸のミアリ峠」（단장의 미아리고개）が大ヒットさせた。さらに、1957年にはエレジーの女王・イ・ミジャ（李美子 / 이미자）がデビューし、後に彼女は韓国歌謡界の女王として君臨することとなる。1959年ごろから、韓国においてもSPレコードからLPレコードの時代となり、従来は比較的身分の低い低学歴の職業と目されてきた歌手界にも、大学卒の歌手が出現するようになり話題となった。
なお、在朝鮮アメリカ陸軍司令部軍政庁による占領統治が解除されても、依然として在韓米軍は数多く駐留したままで、この頃、米軍キャンプを回るジャズ歌手なども多く登場している。

### 朴正煕時代
1961年5・16軍事クーデターで朴正煕が国家再建最高会議議長に就任した。同年に大ヒットしたハン・ミョンスク（韓明淑 / 한명숙）の「黄色いシャツの男」（노란 샤쓰의 사나이）は、フランスのシャンソン歌手イベット・ジローや日本の浜村美智子によってカバーされた（浜村のカバー曲は1972年、「黄色いシャツ」の名で一部に朝鮮語の歌詞を残したまま発表され、ヒットを記録した）。またこの頃、反共ラジオドラマによって「涙の豆満江」がリバイバルヒットしている。
1962年に朴正煕は大統領に就任すると、国内の文化界に強い圧力を加えだし、1975年にはビートルズなどの曲が共産主義色彩をたたえるという理由で総222曲が発行禁止処分にされたりした。また、1965年には韓国で初めてレコード販売が100万枚を超えた李美子の「つばき娘」を倭色として放送やレコード販売を禁じる発禁処分されたりした。背景には世論の反発を押し切った同年の日韓国交正常化で高まった韓国国民の反日感情を宥めるためと噂された。
1967年、南珍（남진）による「カスマプゲ」（가슴 아프게）が大ヒットした。同年には、後に国民的歌手となる羅勲児もデビューを果たしている。1971年にはフォークデュオのラナエロスポ（라나에로스포）による「サランヘ」（사랑해）が、1973年にはパティ・キムによる「離別」が大ヒットし、両曲の作曲家を手がけた吉屋潤の名を高めた。特に「離別」は、北朝鮮の金正日総書記の十八番としても知られている。1976年にはチョー・ヨンピルによる「釜山港へ帰れ」が大ヒットする。
1977年には李成愛が日本語に訳したトロットを日本でヒットさせた。従来にも菅原都々子による「連絡船の歌」のヒットや、平壌出身の歌手である小畑実の人気などスポット的に韓国歌謡の日本でのヒットはあったものの、本格的なトロットの日本への紹介は李成愛が初めてであった。李成愛の成功は、チョー・ヨンピルや羅勲児らの歌うトロットの日本進出をもたらし、近年の韓流ブームほどは爆発的でないにせよ、第一次韓国ブームともいえる現象を引き起こし、韓国歌手の名前が日本にも浸透するようになり、後にキム・ヨンジャや桂銀淑などの韓国人歌手が日本に進出・定着する礎となった。また、「黄色いシャツ」・「離別」・「カスマプゲ」・「釜山港へ帰れ」などの数々のトロットを日本人演歌歌手が競ってカバーするようになり、日本でも大ヒットすることとなった。

### 1980・90年代の動向
1979年に朴正煕大統領は暗殺され、1980年からチョン・ドゥファン大統領が就任した。1980年代に入って一時復活の兆しが高まったものの、その人気は長期的に見て凋落傾向にある。
ことに1990年代以降は、ソテジワアイドゥルなどに端を発する、従来のトロットの流れを全く汲まないグループやアーティストによる洗練されたダンス曲・ポップロック・バラードなど、いわゆるK-POPが若年層を中心に絶大に支持され、トロットはすっかり中高年世代限定の歌というイメージになってしまっている。しかし、ヒョンチョル、テ・ジナ、ソン・デグァン、ソル・ウンドのトロット四天王が登場し、一定の存在感を示している。
日本においては、1990年代半ばに幻の名盤解放同盟や電気グルーヴが李博士を紹介すると一気にテクノファンに浸透、ポンチャック・ブームを巻き起こした。

### 2000年代以降の動向
韓国ではドライバーが好んで聞くジャンルの音楽で、高速道路のサービスエリアの売店でCD、カセット集が販売されていたり、交通情報専門ラジオ局である「交通放送」や「KBS2R（KBS happy-fm）」、「MBCラジオ（MBC標準FM）」などのラジオ局では、昼間の時間帯を中心に多くのトロット曲がオンエアされている。2000年代以降、ラジオ番組からトロットは減少する傾向にあり、いくつかの番組やトロット枠（KBS2/happyfmの午前11時台）などが消えている一方、WBS円音放送は仏教系の宗教局でありながら、積極的にトロット番組をオンエアしている。
2004年にはチャン・ユンジョンの「オモナ（어머나）」が老若男女を問わず記録的な大ヒット。トロット曲としては1993年のキム・スヒの「愛慕」以来12年ぶりに地上波音楽番組で1位を獲得した。「オモナ」をCMソングに起用したLG電子の携帯電話MP3ミュージックフォンは「オモナフォン」と呼ばれた。
2005年発売のパク・サンチョルの「無条件」が大ヒット。同年開催の「第2のチャン・ユンジョンオーディション」優勝者の「トロット王子」ことパク・ヒョンビンらと共に新世代トロットとして注目を浴びる。
2009年に、ガール・グループ出身のホン・ジニョンがトロット歌手に転向してデビュー曲「愛のバッテリー」で成功を収めた。
2014年春、Mnetがプロ・アマ参加のトロット歌手オーディション番組「トロットX」を放送。ナミエやチョ・ジョンミンらを発掘する。
2019年春に、朝鮮放送（TV朝鮮）でプロ・アマ参加の女性トロット歌手オーディション番組「明日はミス・トロット」が放送され、同時間帯1位の視聴率を記録するなど好評を博した。ちなみに同番組名でのトロットのハングル表記は英語の「trot」の発音に近い「트롯（トゥロッ）」である。
2020年春には参加対象を男性にした「明日はミス・トロット」の後続番組「明日はミスター・トロット」が放送され、視聴率30%台に到達するなど人気を博し、両番組の上位入賞者らが歌手としての人気とは別に企業広告・商品モデルに抜擢されるなどの人気を呼ぶ。
2019年4月、社団法人大韓歌手協会と韓国音楽実演者連合会が共同で、低迷する韓国歌謡界活性化のための公聴会を開催し、喫緊の課題として「トロット」に代わる名称を探ることが提案された

## 歴代のトロット歌手

### 1950年以前デビュー
- イ・エリス（李愛利秀/ 이애리수）

1930年に20歳でデビューし、1932年に高麗時代の旧都である開城を舞台にした『荒城의跡』（荒城の跡）が朝鮮盤（朝鮮語版レコード）初の大ヒットとなった。同年、日本においても李アリスの芸名で西條八十の詞による『あだなさけ』などを発表した。私生活においては恋愛にからむ人間関係不調を苦にして2度の自殺未遂を起こすなど波乱の人生をおくった。
- チェ・ギュヨプ（蔡奎燁 / 채규엽）

1930年デビュー。1932年に『酒は涙か溜息か』・『希望の丘（丘を越えて）』・『影を慕いて』など日本の流行歌を朝鮮語訳して歌いヒットした。その後も『峯子の歌』などのヒットを連発するが、1934年には当時の東京市内のカフェー（当時存在した風俗営業を行う特殊喫茶）で女給（広く一般的に女子のサービス業従業員のことを指したが、赤線やカフェーにおいては狭義に風俗営業を行う女性のことを指した）との淫行スキャンダルを起こし、1937年には詐欺容疑で逮捕されるなど私生活でも話題にも事欠かなかった。また日本においても長谷川一郎の芸名でレコード発表をした。
- イ・ナヨン（李蘭影/ 이난영）

1916年全羅南道木浦府（現在の木浦市）生まれ。1933年オーケーレコードからデビュー。元祖「エレジーの女王」と称されている。1935年に『木浦의 눈몰』（木浦の涙）が大ヒット。1939年には作曲家の金海松（キム・ヘソン / 김해송）と結婚。1940年には『泣けよ門風紙』・『木浦は港』がヒットする。日本敗戦後は夫とK.P.K楽団を主宰するが、朝鮮戦争で夫が北朝鮮軍に拘束され、2人の最期の別れとなった。儲けた7人の子供は渡米しラスベガスで歌手として活躍したが、本人は晩年慢性アルコール中毒となり1965年に死去した。
- コ・ボクス（高福寿/ 고복수）

1911年生まれ。コロムビアに所属していたがなかなかデビューのチャンスがなく、1934年にオーケーレコードに転出して『他鄕살이』（他郷ぐらし）でデビュー。これが大ヒットし、1935年には『沙漠の恨』、1937年には『짝사랑』（片思い）などのヒットを飛ばした。1939年に同じく歌手の黄琴心と結婚した。1958年に歌手を引退し、種々の事業を展開するもことごとく失敗し、1972年に寂しい老後を終える最期となった。
- イ・ファジャ（李花子 / 이화자）

1935年酒場の従業員をしていたところをスカウトされ、いわゆる妓生歌手の中では最も多くヒット曲を連発した。1938年に『コルマンテ牧童』が、1939年には『어머님 前上白』（母への手紙）がヒット。1940年の『花柳春夢』は、日本人歌手である菅原都々子が『片割れ月』としてカバーするほどのヒットとなった。私生活においてはスキャンダルの女王として知られ、晩年にはアヘン乱用により1950年頃中毒死したとされているが、最期に至るまでの詳細や没年齢は定かではない。
- ナム・インス（南仁樹/ 남인수）

『涙の海峡』でデビュー、1937年オーケーレコードからの再デビューで『水車サラン』がヒット。学歴・音楽経験ゼロからのスタートだったが、作曲家の朴是春（パク・シチュン / 박시춘）との黄金コンビによって、1938年には『哀愁의 小夜曲』（哀愁のセレナーデ）、1940年には『泣いて別れた釜山港』などが大ヒットした。「女インス」「金インス」と呼ばれるほどの遊び人として知られた。締まり屋としても知られ、日本の敗戦後は興行にも手を伸ばし、持病の肺結核を悪化させることとなった。1946年に『가거라 三八線』（去れよ三十八度線）、1953年に『離別의 釜山停車場』（別れの釜山停車場）、1956年には『青春告白』などのヒットを飛ばし、1962年に没するまで第一線のスター歌手であり続け、生涯で1000曲あまりを歌い歌謡皇帝とまで称された。
- ファン・グムシム（黄琴心 / 황금심）

1921年生まれ。1938年『いとしのあなた』でデビュー。1939年に同じく歌手の高福壽と結婚。1953年に『三多島消息』をヒットさせた後引退して、数多の事業に乗り出すもことごとく失敗して苦しむ夫の高福寿を物心両面で支えた。2001年に死去した。
- チャン・セジョン（張世貞 / 장세정）

1921年生まれ。平壌の少女歌手として、1937年に『連絡船은 떠난다』（連絡船の歌）でデビューし、大ヒット。1939年には『港の名無草』がヒット。当時の芸能界に力のあった李哲（イ・チョル / 이철）の歓心を得ようと綱引きを繰りひろげた、ライバル李蘭影との不仲は有名である。1940年には『さらば断髪嶺』がヒット。日本の敗戦後は舞台などで活躍したが、晩年はロサンゼルス市内で過ごした。2003年に死去した。
- キム・ジョング （金貞九/ 김정구）

1916年江原道元山府（現在の元山市）生まれ。1931年に元山光明普通学校卒業。兄に作曲家の金龍煥（キム・ヨンファン）、姉に歌手の金安羅（キム・アンラ）をもつ。キリスト教徒で、1938年の『王書房恋書』などのコミックソングで人気を博した。同時期に『눈물 젖은 豆滿江』（涙の豆満江）・『海の交響詩』を発表し、ヒットとなる。『涙の豆満江』は1960年のKBSラジオの反共ドラマによって再び人気に火がつき、1990年代初頭まで韓国国民の間では『釜山港へ帰れ』を上回る支持を集めていた。こうした功績によって1980年に歌手として受賞することは稀有な文化勲章を授かっている。ソウル市内の『草原の家』というビアホールで70歳を過ぎてからも現役歌手としてステージに立っていたが、1998年にロサンゼルスで死去した。
- ペク・ニョンソル（白年雪 / 백년설）

1915年生まれ。やや不安定な歌唱でレコード収録の際にNGを連発する事で知られる。1939年に『流浪劇団』がヒット。1940年には『나그네 설움』（ナグネソルム）が大ヒットし、『番地없는 酒幕』（番地のない酒場）もヒットした。1941年には満州移民奨励歌『福地萬里』・『大地의 港口』（大地の港）がヒットした。日本の敗戦後は歌手活動を停止して事業展開に専念するが、朝鮮戦争を経て歌手復帰した。1970年に引退、熱心なエホバの証人の信者でもあった事から、1978年にロサンゼルス市に渡り、1980年に没した。
- チン・バンナム（秦芳男 / 진방남）

1917年生まれ。1940年に『不孝者은 읍니다』（不孝者は泣きます）がヒット。日本での収録中に母の訃報が入り、曲のタイトルそのままのレコーディングとなった。その後、1950年からは作詞家に転向し半夜月のペンネームで『斷腸의 彌阿里고개』（断腸のミアリ峠）などの作詞を手がけたことで知られる。
- ヒョン・イン （玄仁/ 현인）

1919年に温泉街である釜山府東莱（現在の釜山広域市東莱区）に生まれる。本名は玄東柱（ヒョン・ドンジュ / 현동주）。1942年に東京・上野の東京音楽学校声楽科を卒業したバリトン歌手で、上海で活動中に終戦を迎えた。声を震わせるような歌唱で知られ、1947年に『新羅의 달밤』（新羅の月夜）がヒット。その後も1951年の『がんばれ!クムスン』、1953年の『ラッキー・ソウル』などのヒットを飛ばし、晩年まで懐メロ番組の常連であった。2002年に死去した。生前の功績を称える銅像と『がんばれ!クムスン』歌碑が釜山の影島大橋の袂に建立された。

### 1950年代デビュー
- 李美子（イ・ミジャ / 이미자）

1941年京城府（現在のソウル特別市）生まれ。1958年にデビューし、エレジーの女王と呼ばれている。伝統的に歌手という職業が低く見られがちであった韓国においては、破格の扱いを受けるまさに歌謡界の女王といえる。韓国では美空ひばりのことを「日本の李美子」と称するほどであり、その存在の大きさが窺える。主要なヒット曲だけで100曲を超え、歴代大統領もコンサート観覧に訪れたほどである。1965年のヒット曲『東栢 아가씨』（椿娘）は日本的な曲であるとの理由で当局により発禁処分を受けた。韓国の3大放送局のひとつMBC（韓国文化放送）による韓国歌手人気ランキングではチョー・ヨンピルに次ぐナンバー2の得票で、ナンバー3の人気ポップスグループソテジワアイドゥル（서태지와 아이들）を抑えたこともある。

### 1960年代デビュー
- キム・サンヒ（朝鮮語版）
- 南珍
- 羅勲児
- パティ・キム
- 河春花（朝鮮語版）
- チョー・ヨンピル
- 文珠蘭
- ソン・デグァン
- ヒョンチョル
- オ・スングン（朝鮮語版）
- キム・グクファン（朝鮮語版）

### 1970年代デビュー
- キム・ヨンジャ
- テ・ジナ
- ペ・イルホ（朝鮮語版）
- キム・スヒ
- チン・ミリョン（朝鮮語版）
- 沈守峰（シム・スボン / 심수봉）

1955年生まれ。明知大学校の学生であった1978年に、韓国MBC大学歌謡祭で自作曲『그때 그사람』（あの時あの人）を歌い、歌手デビューする。翌1979年に起こった朴正煕大統領射殺事件の宴席に酌婦として同席していたことが明らかになり、1981年まで放送出演禁止措置を受けた。
- ヒョンスク（朝鮮語版）
- チョ・ハンジョ（朝鮮語版）
- チェウニ（チョン・ジェウン）
- 桂銀淑

### 1980年代デビュー
- チェ・ジニ
- ソル・ウンド
- チュ・ヒョンミ
- キム・ジエ（朝鮮語版）
- 文喜玉（ムン・ヒオク）
- カン・ジン（朝鮮語版）
- チェ・ユナ（朝鮮語版）
- イ・ヘリ（朝鮮語版）
- ハン・ヘジン（朝鮮語版）
- イ・ジャヨン（李自然、이자연）

### 1990年代デビュー
- キム・ヨンイム（朝鮮語版）（1991年）
- パク・ユンギョン（朝鮮語版）（1991年）
- キム・ヘヨン（1992年歌手デビュー。1993年トロット転向）
- チャン・ミンホ (1997年歌手デビュー。2011年トロット転向)
- ユ・ジナ（朝鮮語版）（1998年）

### 2000年代デビュー
- クム・ジャンディ（2000年）
- パク・サンチョル（2000年）
- ウ・ヨニ（2001年）
- チャン・ユンジョン （2004年）
- パク・ヒョンビン（2005年）
- LPG（2005年）
- パク・グユン（朝鮮語版）（2007年）
- シン・ユ（朝鮮語版）（2008年）
- チョ・ジョンミン（2009年チョア名義でデビュー。2014年再デビュー）
- ホン・ジニョン（2007年歌手デビュー。2009年トロット転向）

### 2010年代デビュー
- ソン・ガイン (2012年、2019年トロットデビュー)
- ユン・スヒョン（朝鮮語版）（2014年）
- ソ・ユミ（2010年歌手デビュー。2015年トロット転向）
- イム・ヨンウン（朝鮮語版）（2016年）
- ヨヨミ（2018年）
- ホン・ジユン（朝鮮語版）（2018年）
- カン・ヘヨン（2012年歌手デビュー。2018年トロット転向）

### 2020年代デビュー
- ヤン・ジウン（朝鮮語版）（2020年）
- イ・チャンウォン（朝鮮語版）（2020年）